# الاختبار النووي الكوري الشمالي (سبتمبر 2016)
أجرت كوريا الشمالية تفجيرًا نوويًّا في 9 سبتمبر 2016 في موقع بنغكيي ري للاختبار النووي، الذي يقع على بعد 50 كيلومترًا شمال غرب مدينة كيلجو في مقاطعة كيلجو. كانت هذه التجربة هي التجربة النووية الخامسة للبلاد، ووُصفت بأنها الأقوى من بين التجارب التي أجرتها البلاد حتى ذلك الحين. السلطات الكورية الشمالية صرحت بأن التجربة تؤكد قدرة البلاد على تركيب الرؤوس النووية على صواريخ.

## قوة التفجير
أعلنت هيئة الأركان المشتركة بكوريا الجنوبية رصد زلزال اصطناعي بقوة 5 درجات وقوة انفجارية بلغت 10 كيلو طن، وذلك في 9:30 صباحًا بالقرب من موقع بنغكي ري للاختبار النووي.

## ردود الفعل

### منظمات
- الأمم المتحدة: قرر مجلس الأمن الدولي الشروع في وضع صياغة لعقوبات جديدة تُفرض على كوريا الشمالية. فيما كانت البلاد تواجه 5 مجموعات من العقوبات الدولية التي فُرضت عليها بعد تجربتها النووية الأولى في 2006.[8]
- الاتحاد الأوروبي: قالت مسؤولة السياسة الخارجية فيديريكا موغيريني أن التجربة النووية تمثل انتهاكًا لقرارات الأمم المتحدة وتهديدًا للسلام في آسيا.[9]
- الناتو: أدان الأمين العام ينس ستولتنبرغ التجربة النووية وطالب كوريا الشمالية بالتخلي عن جميع برامجها للتسلح النووي والصواريخ البالستية.[10]

### الدولية
- كوريا الجنوبية: عقدت الرئيسة باك غن هي اجتماعًا بمسؤولي السياسة الخارجية والقادة الأمنيين قالت فيه«إن هذه التجربة أكدت بوضوح تهور النظام الكوري الشمالي وهوسه بالأسلحة النووية».[11] نقلت وكالة أنباء يونهاب الكورية الأخبار عن دعوة المواطنين الكوريين الجنوبيين عبر وسائل التواصل الاجتماعي إلى أن تتزود كوريا الجنوبية بالأسلحة النووية لتصبح أكثر استقلالية في مجال الدفاع.[12]
- روسيا: أصدرت وزارة الخارجية بيانًا جاء فيه: «هذا العمل يشكل انتهاكًا لقرارات مجلس الأمن الدولي ذات الصلة وإن هذا التجاهل المتعمد لقواعد القانون الدولي جدير بإدانة حاسمة».[13]
- اليابان: أدان رئيس الوزراء شينزو آبي الاختبار النووي واصفًا إياه بالعمل غير المقبول، داعيًا المجتمع الدولي إلى أخذ الخطوات الكورية الشمالية على محمل الجد إذ تمثل تحديًّا خطيرًا لجهود منع انتشار الأسلحة النووية.[14]